# Nocardia shimofusensis
Espèce
Nocardia shimofusensis est une espèce de bactéries de la famille des Nocardiaceae.

## Taxonomie
Le nom correct complet (avec auteur) de ce taxon est Nocardia shimofusensis Kageyama et al. 2004.

### Étymologie
L'étymologie de cette espèce N. shimofusensis est la suivante : shi.mo.fus.en’sis. N.L. masc./fem. adj. shimofusensis, appartenant à Shimofusa, un nom géographique traditionnel d'une partie nordique de la préfecture de Chiba au Japan, lieu d'origine des souches.